# Supellina duplovittata
Supellina duplovittata är en kackerlacksart som först beskrevs av Bohn 2006.  Supellina duplovittata ingår i släktet Supellina och familjen småkackerlackor.
Artens utbredningsområde är Israel. Inga underarter finns listade i Catalogue of Life.